# Seznam državnih sekretarjev Združenih držav Amerike
Seznam državnih sekretarjev Združenih držav Amerike

## Seznam
1. Thomas Jefferson (1790-1793)
2. Edmund Jennings Randolph (1794-1795)
3. Timothy Pickering (1795-1800)
4. John Marshall (1800-1801)
5. James Madison (1801-1809)
6. Robert Smith (1809-1811)
7. James Monroe (1811-1817)
8. John Quincy Adams (1817-1825)
9. Henry Clay (1825-1829)
10. Martin Van Buren (1829-1831)
11. Edward Livingston (1831-1833)
12. Louis McLane (1833-1834)
13. John Forsyth (1834-1841)
14. Daniel Webster (1841-1843)
15. Abel Parker Upshur (1843-1844)
16. John Caldwell Calhoun (1844-1845)
17. James Buchanan (1845-1849)
18. John Middleton Clayton (1849-1850)
19. Daniel Webster (1850-1852)
20. Edward Everett (1852-1853)
21. William Learned Marcy (1853-1857)
22. Lewis Cass (1857-1860)
23. Jeremiah Sullivan Black (1860-1861)
24. William Henry Seward (1861-1869)
25. Elihu Benjamin Washburne (1869-1869)
26. Hamilton Fish (1869-1877)
27. William Maxwell Evarts (1877-1881)
28. James Gillespie Blaine (1881-1881)
29. Frederick Theodore Frelinghuysen (1881-1885)
30. Thomas Francis Bayard (1885-1889)
31. James Gillespie Blaine (1889-1892)
32. John Watson Foster (1892-1893)
33. Walter Quintin Gresham (1893-1895)
34. Richard Olney (1895-1897)
35. John Sherman (1897-1898)
36. William Rufus Day (1898-1898)
37. John Milton Hay (1898-1905)
38. Elihu Root (1905-1909)
39. Robert Bacon (1909-1909)
40. Philander Chase Knox (1909-1913)
41. William Jennings Bryan (1913-1915)
42. Robert Lansing (1915-1920)
43. Bainbridge Colby (1920-1921)
44. Charles Evans Hughes (1921-1925)
45. Frank Billings Kellogg (1925-1929)
46. Henry Lewis Stimson (1929-1933)
47. Cordell Hull (1933-1944)
48. Edward Reilly Stettinius (1944-1945)
49. James Francis Byrnes (1945-1947)
50. George Catlett Marshall (1947-1949)
51. Dean Gooderham Acheson (1949-1953)
52. John Foster Dulles (1953-1959)
53. Christian Archibald Herter (1959-1961)
54. David Dean Rusk (1961-1969)
55. William Pierce Rogers (1969-1973)
56. Henry A. (Heinz Alfred) Kissinger (1973-1977)
57. Cyrus Roberts Vance (1977-1980)
58. Edmund Sixtus Muskie (1980-1981)
59. Alexander Meigs Haig (1981-1982)
60. George Pratt Shultz (1982-1989)
61. James Addison Baker (1989–1992)
62. Lawrence Sidney Eagleburger (1992–1993)
63. Warren Minor Christopher (1993–1997)
64. Madeleine Korbel Albright (1997–2001)
65. Colin Luther Powell (2001–2005)
66. Condoleezza Rice (2005–2009)
67. Hillary Clinton (2009–2013)
68. John Kerry (2013–2017)
69. Rex Tillerson (2017–2018)
70. Mike Pompeo (2018–2021)
71. Antony Blinken (2021–2025)
72. Marco Rubio (2025– )